# تالاب میانکاله
تالاب بین‌المللی میانکاله بخشی از شبه‌جزیره میانکاله است و در غرب آشوراده قرار دارد. این تالاب نخستین تالاب بین‌المللی ثبت‌شده در فهرست تالاب‌های کنوانسیون رامسر است و از مهم‌ترین زیست‌بوم‌های حیات‌وحش محسوب شده و زیستگاه گونه‌های نادر و رو به انقراض پرندگان آبزی مهاجری مثل اگرت، حواصیل، پرستو و گلاریول است. این منطقه همچنین محل تخم‌ریزی آبزیان دریای خزر به ویژه کپورماهی و ماهیان خاویاری است. هر سال یک میلیون و ۵۰۰ هزار پرنده از ۱۳۰ تا ۱۵۰ گونه مختلف و نادر به این تالاب می‌آیند. این تالاب از سال ۱۳۴۸ به عنوان منطقه حفاظت شده تعیین و از سال ۱۳۵۵ در فهرست ذخیره‌گاه‌های زیست‌کره یونسکو ثبت شده است. در این تالاب که ۱۰۰ هزار هکتار مساحت دارد ۴۰ گونه پرنده زندگی می‌کنند. زمین‌های آن مجموعه‌ای از شنزارهای ساحلی، زمین‌های باتلاقی، آبگیرها، مرداب جنگلی با پوشش درختچه‌های گز، جنگل انارستان، بوته‌های تمشک و زمین‌های پست و گره افتاده هستند. .